# Grønlands Maritime Skole
 Der er for få eller ingen kildehenvisninger i denne artikel, hvilket er et problem. Du kan hjælpe ved at angive troværdige kilder til de påstande, som fremføres i artiklen.

Grønlands Maritime Center (grønlandsk: Imarsiornermik Ilinniarfik ) er en videregående uddannelsesinstitution i Nuuk i Grønland. Skolen har tidligere ligget i Nuuk (frem til 1996) og i Paamiut (indtil 2013). Den udbyder grunduddannelser, officersuddannelser og kurser på søfarts- og fiskeriområdet.
Skolen er godkendt af Søfartsstyrelsen til at udbyde følgende uddannelser:
- Kystskipper og fiskeskipper af 3. grad
- Sætteskipper og fiskeskipper af 1. grad
- Skibsassistent (grundkursus)
- Brandbekæmpelse for skibsofficerer

samt udstede følgende beviser:
- Vagtholdsbevis for menige (STCW Reg. II/4)
- Bevis som ubefaren skibsassistent
- Duelighedsbevis i betjening af redningsbåde, -flåder og mand-over-bord både (STCW Reg. VI/2)
- Bevis for uddannelse i brandbekæmpelse i skibe (STCW Koden Tabel A-VI/1-2)
- Bevis for uddannelse i brandbekæmpelse for skibsofficerer (STCW Reg. VI/3)

Søfartsuddannelserne giver erhvervskompetence og er for visse dele i overensstemmelse med international konventioner.

## Eksterne links
- Grønlands Maritime Skole Arkiveret 5. oktober 2007 hos  Wayback Machine
- Sunngu: Vejledningsportal for uddannelsessøgende Arkiveret 1. marts 2012 hos  Wayback Machine

|  | Denne artikel kan blive bedre, hvis der indsættes geografiske koordinater Denne artikel omhandler et emne, som har en geografisk lokation. Du kan hjælpe ved at indsætte koordinater i wikidata. |